# Seznam členů Rady České televize
Toto je seznam členů Rady České televize. Zahrnuje současné i bývalé členy Rady České televize, její předsedy i místopředsedy. Rada České televize (ČT) má od roku 2023 osmnáct členů, které volí a odvolává Poslanecká sněmovna Parlamentu České republiky (12 členů) a Senát Parlamentu České republiky (6 členů), a to na funkční období 6 let; mohou být zvoleni opětovně.
V letech 1992–2001 byla Rada ČT devítičlenná, volila ji a odvolávala ji Česká národní rada, od roku 1993 Poslanecká sněmovna, a to na funkční období 5 let. Členové mohli být voleni nejvýše na dvě funkční období po sobě. V letech 2001–2023 byla Rada ČT patnáctičlenná, volila ji a odvolávala ji Poslanecká sněmovna, a to na funkční období 6 let, přičemž každé 2 roky byla volena jedna třetina členů. Členové mohli být zvoleni opětovně.

## Členové
Zeleně a tučně jsou zvýrazněny osoby figurující v aktuálním složení rady (k 21. srpnu 2024).
| Jméno                      | Od                 | Do                 | Volitel             | Funkce                               | Od                                                  | Do                                                  |
| -------------------------- | ------------------ | ------------------ | ------------------- | ------------------------------------ | --------------------------------------------------- | --------------------------------------------------- |
| Milan Norbert Badal        | 28. května 2003    | 28. května 2009    | Poslanecká sněmovna | místopředseda                        | 4. června 2003 24. ledna 2007                       | 10. srpna 2005 28. května 2009                      |
| Antonín Bajaja             | 8. června 2011     | 19. března 2014    | Poslanecká sněmovna |                                      |                                                     |                                                     |
| Jiří Baumruk               | 29. června 2005    | 29. června 2011    | Poslanecká sněmovna | místopředseda předseda               | 10. srpna 2005 24. ledna 2007                       | 24. ledna 2007 29. června 2011                      |
| Jan Bednář                 | 26. března 2014    | 26. března 2020    | Poslanecká sněmovna | místopředseda předseda               | 28. ledna 2015 17. června 2015                      | 17. června 2015 26. března 2020                     |
| Luboš Beniak               | 26. března 2014    | 26. března 2020    | Poslanecká sněmovna |                                      |                                                     |                                                     |
| Ivan Binar                 | 28. května 2003    | 16. prosince 2003  | Poslanecká sněmovna |                                      |                                                     |                                                     |
| David Brabec               | 29. listopadu 2023 | ve funkci          | Senát               |                                      |                                                     |                                                     |
| Roman Bradáč               | 27. března 2020    | ve funkci          | Poslanecká sněmovna |                                      |                                                     |                                                     |
| Jan Brandejs               | 26. října 2005     | 26. října 2011     | Poslanecká sněmovna | místopředseda                        | 25. ledna 2009                                      | 25. ledna 2011                                      |
| Jan Brandejs               | 20. června 2012    | 20. června 2018    | Poslanecká sněmovna |                                      |                                                     |                                                     |
| Jana Dědečková             | 13. dubna 2000     | 13. ledna 2001     | Poslanecká sněmovna |                                      |                                                     |                                                     |
| Jaroslav Dědič             | 29. května 2009    | 29. května 2015    | Poslanecká sněmovna | místopředseda předseda               | 26. ledna 2011 21. května 2014                      | 21. května 2014 29. května 2015                     |
| Jaroslav Dědič             | 30. května 2015    | 30. května 2021    | Poslanecká sněmovna | místopředseda                        | 17. června 2015                                     | 20. listopadu 2020                                  |
| Martin Doktor              | 1. července 2017   | 1. července 2023   | Poslanecká sněmovna |                                      |                                                     |                                                     |
| Vratislav Dostál           | 26. března 2014    | 26. března 2020    | Poslanecká sněmovna |                                      |                                                     |                                                     |
| Dobromil Dvořák            | 28. května 2003    | 28. května 2009    | Poslanecká sněmovna |                                      |                                                     |                                                     |
| Václav Erben               | 27. února 1997     | 2. února 2000      | Poslanecká sněmovna |                                      |                                                     |                                                     |
| Václav Erben               | 13. dubna 2000     | 11. ledna 2001     | Poslanecká sněmovna | místopředseda                        | 2000                                                | 11. ledna 2001                                      |
| Bohumil Fanta              | 25. května 2001    | 25. května 2007    | Poslanecká sněmovna | místopředseda                        | 30. května 2001                                     | 10. srpna 2005                                      |
| Helena Fibingerová         | 25. května 2001    | 25. května 2005    | Poslanecká sněmovna |                                      |                                                     |                                                     |
| Helena Fibingerová         | 29. června 2005    | 29. června 2011    | Poslanecká sněmovna | místopředsedkyně                     | 19. dubna 2006                                      | 9. dubna 2010                                       |
| Jefim Fištejn              | 29. listopadu 2023 | ve funkci          | Senát               |                                      |                                                     |                                                     |
| Petr Fleischmann           | 1. února 1992      | 15. prosince 1993  | Česká národní rada  |                                      |                                                     |                                                     |
| Zdeněk Forman              | 25. května 2001    | 25. května 2003    | Poslanecká sněmovna |                                      |                                                     |                                                     |
| Jiří Grygar                | 1. února 1992      | 31. ledna 1997     | Česká národní rada  | místopředseda předseda               | 1992 23. září 1992                                  | 23. září 1992 31. ledna 1997                        |
| Michael Hauser             | 26. března 2014    | 26. března 2020    | Poslanecká sněmovna |                                      |                                                     |                                                     |
| Petr Hájek                 | 13. dubna 2000     | 11. ledna 2001     | Poslanecká sněmovna |                                      |                                                     |                                                     |
| Leopold Hajíček            | 9. července 1994   | 31. ledna 1997     | Poslanecká sněmovna |                                      |                                                     |                                                     |
| Richard Hindls             | 26. března 2014    | 25. ledna 2018     | Poslanecká sněmovna | místopředseda                        | 21. května 2014                                     | 25. ledna 2018                                      |
| Milan Horálek              | 25. května 2001    | 25. května 2007    | Poslanecká sněmovna | předseda                             | 10. srpna 2005                                      | 16. ledna 2007                                      |
| Zdeňka Hůlová              | 25. května 2001    | 25. května 2007    | Poslanecká sněmovna | místopředsedkyně                     | 30. května 2001                                     | 10. dubna 2002                                      |
| Ivana Chmel Denčevová      | 29. listopadu 2023 | ve funkci          | Senát               |                                      |                                                     |                                                     |
| Michal Jankovec            | 30. června 2011    | 30. června 2017    | Poslanecká sněmovna |                                      |                                                     |                                                     |
| Josef Jařab                | 19. března 2008    | 3. března 2009     | Poslanecká sněmovna |                                      |                                                     |                                                     |
| Vlastimil Ježek            | 15. června 2022    | ve funkci          | Poslanecká sněmovna | místopředseda                        | 16. prosince 2022                                   | 19. června 2024                                     |
| Jan Jirák                  | 27. února 1997     | 10. března 2000    | Poslanecká sněmovna | předseda                             | 1. března 1997                                      | 2. února 2000                                       |
| Pavel Kabzan               | 27. února 1997     | 10. března 2000    | Poslanecká sněmovna |                                      |                                                     |                                                     |
| Pavel Kabzan               | 13. dubna 2000     | 13. ledna 2001     | Poslanecká sněmovna | místopředseda                        | 2000                                                | 13. ledna 2001                                      |
| Svatopluk Karásek          | 25. května 2001    | 31. října 2001     | Poslanecká sněmovna |                                      |                                                     |                                                     |
| Vladimír Karmazín          | 28. června 2018    | 28. června 2024    | Poslanecká sněmovna |                                      |                                                     |                                                     |
| Jaroslav Maxmilián Kašparů | 30. května 2015    | 17. března 2021    | Poslanecká sněmovna |                                      |                                                     |                                                     |
| Alena Kinclová             | 27. února 1997     | 2. února 2000      | Poslanecká sněmovna | místopředsedkyně                     | 1. března 1997                                      | 2. února 2000                                       |
| Milan Knížák               | 25. května 2001    | 26. února 2003     | Poslanecká sněmovna |                                      |                                                     |                                                     |
| Erazim Kohák               | 25. května 2001    | 25. května 2005    | Poslanecká sněmovna |                                      |                                                     |                                                     |
| Petr Koutný                | 29. května 2009    | 29. května 2015    | Poslanecká sněmovna |                                      |                                                     |                                                     |
| Jiří Kratochvíl            | 26. května 2000    | 13. ledna 2001     | Poslanecká sněmovna |                                      |                                                     |                                                     |
| Jiří Kratochvíl            | 29. května 2009    | 29. května 2015    | Poslanecká sněmovna | místopředseda                        | 26. ledna 2011                                      | 26. ledna 2013                                      |
| Jiří Kratochvíl            | 30. května 2015    | 30. května 2021    | Poslanecká sněmovna |                                      |                                                     |                                                     |
| Petr Kučera                | 25. května 2001    | 25. května 2003    | Poslanecká sněmovna |                                      |                                                     |                                                     |
| Vladislav Kučík            | 27. února 1997     | 10. března 2000    | Poslanecká sněmovna | místopředseda předseda               | 1. března 1997 2. února 2000                        | 2. února 2000 10. března 2000                       |
| René Kühn                  | 30. června 2011    | 30. června 2017    | Poslanecká sněmovna | místopředseda                        | 27. ledna 2013                                      | 27. ledna 2015                                      |
| René Kühn                  | 1. července 2017   | 1. července 2023   | Poslanecká sněmovna | místopředseda předseda               | 25. dubna 2018 24. června 2020                      | 25. dubna 2020 20. listopadu 2020                   |
| Karel Kühnl                | 1. února 1992      | 2. června 1993     | Česká národní rada  | předseda místopředseda               | 1992 23. září 1992                                  | 23. září 1992 2. června 1993                        |
| Pavel Kysilka              | 27. března 2020    | 30. listopadu 2022 | Poslanecká sněmovna | místopředseda                        | 16. prosince 2020                                   | 30. listopadu 2022                                  |
| Ivana Levá                 | 26. března 2014    | 26. března 2020    | Poslanecká sněmovna |                                      |                                                     |                                                     |
| Hana Lipovská              | 27. května 2020    | 17. září 2021      | Poslanecká sněmovna |                                      |                                                     |                                                     |
| Dana Makrlíková            | 19. března 2008    | 19. března 2014    | Poslanecká sněmovna | místopředsedkyně                     | 26. ledna 2011                                      | 19. března 2014                                     |
| Marcella Marboe-Hrabincová | 11. července 2000  | 13. ledna 2001     | Poslanecká sněmovna |                                      |                                                     |                                                     |
| Miroslav Mareš             | 13. dubna 2000     | 13. ledna 2001     | Poslanecká sněmovna | předseda                             | 2000                                                | 13. ledna 2001                                      |
| Pavel Matocha              | 27. května 2020    | ve funkci          | Poslanecká sněmovna | místopředseda předseda místopředseda | 24. června 2020 16. prosince 2020 15. prosince 2022 | 16. prosince 2020 15. prosince 2022 19. června 2024 |
| Radek Mezuláník            | 19. března 2008    | 19. března 2014    | Poslanecká sněmovna |                                      |                                                     |                                                     |
| František Mikš             | 13. dubna 2000     | 13. ledna 2001     | Poslanecká sněmovna |                                      |                                                     |                                                     |
| Ladislav Miler             | 25. května 2001    | 25. května 2005    | Poslanecká sněmovna | místopředseda                        | 21. listopadu 2001                                  | 21. listopadu 2003                                  |
| Ladislav Mrklas            | 15. června 2022    | ve funkci          | Poslanecká sněmovna |                                      |                                                     |                                                     |
| Jan Mrzena                 | 25. května 2001    | 25. května 2005    | Poslanecká sněmovna | předseda                             | 30. května 2001                                     | 25. května 2005                                     |
| Karel Novák                | 15. června 2022    | ve funkci          | Poslanecká sněmovna | předseda                             | 16. prosince 2022                                   | ve funkci                                           |
| Jiří Padevět               | 29. listopadu 2023 | ve funkci          | Senát               |                                      |                                                     |                                                     |
| Josef Pavlata              | 29. května 2009    | 29. května 2015    | Poslanecká sněmovna |                                      |                                                     |                                                     |
| Juraj Podkonický           | 27. února 1997     | 10. března 2000    | Poslanecká sněmovna | místopředseda                        | 2. února 2000                                       | 10. března 2000                                     |
| Jiří Presl                 | 25. května 2001    | 25. května 2007    | Poslanecká sněmovna |                                      |                                                     |                                                     |
| Jiří Presl                 | 19. března 2008    | 19. března 2014    | Poslanecká sněmovna |                                      |                                                     |                                                     |
| Barbora Procházková        | 29. listopadu 2023 | ve funkci          | Senát               |                                      |                                                     |                                                     |
| Jan Prokeš                 | 6. dubna 2004      | 28. května 2009    | Poslanecká sněmovna | místopředseda                        | 10. srpna 2005                                      | 28. května 2009                                     |
| Jan Prokeš                 | 29. května 2009    | 29. května 2015    | Poslanecká sněmovna |                                      |                                                     |                                                     |
| Ilja Racek                 | 24. března 2022    | ve funkci          | Poslanecká sněmovna |                                      |                                                     |                                                     |
| Miloš Rejchrt              | 25. ledna 2000     | 10. března 2000    | Poslanecká sněmovna |                                      |                                                     |                                                     |
| Miloš Rejchrt              | 13. dubna 2000     | 20. prosince 2000  | Poslanecká sněmovna |                                      |                                                     |                                                     |
| Milada Richterová          | 15. června 2022    | ve funkci          | Poslanecká sněmovna |                                      |                                                     |                                                     |
| Jiří Růžička               | 1. února 1992      | 31. ledna 1997     | Česká národní rada  |                                      |                                                     |                                                     |
| Tomáš Řehák                | 23. února 2023     | ve funkci          | Poslanecká sněmovna |                                      |                                                     |                                                     |
| Tomáš Samek                | 1. července 2017   | 1. července 2023   | Poslanecká sněmovna | místopředseda                        | 25. dubna 2018                                      | 25. dubna 2020                                      |
| Ivan Satrapa               | 15. března 2006    | 15. března 2012    | Poslanecká sněmovna |                                      |                                                     |                                                     |
| František Schildberger     | 27. února 1997     | 2. února 2000      | Poslanecká sněmovna |                                      |                                                     |                                                     |
| Karel Steigerwald          | 13. října 1993     | 31. ledna 1997     | Poslanecká sněmovna | místopředseda                        | 13. října 1993                                      | 31. ledna 1997                                      |
| Vladimír Svoboda           | 1. února 1992      | 31. ledna 1997     | Česká národní rada  |                                      |                                                     |                                                     |
| Alena Svobodová            | 5. března 2003     | 25. května 2005    | Poslanecká sněmovna |                                      |                                                     |                                                     |
| Alena Svobodová            | 29. června 2005    | 29. června 2011    | Poslanecká sněmovna |                                      |                                                     |                                                     |
| Petr Šafařík               | 15. června 2022    | ve funkci          | Poslanecká sněmovna | místopředseda                        | 17. srpna 2022                                      | 19. června 2024                                     |
| Zdeněk Šarapatka           | 16. září 2015      | 16. září 2021      | Poslanecká sněmovna |                                      |                                                     |                                                     |
| Jana Šilerová              | 25. května 2001    | 25. května 2007    | Poslanecká sněmovna |                                      |                                                     |                                                     |
| Jiří Šlégr                 | 27. března 2020    | ve funkci          | Poslanecká sněmovna | místopředseda                        | 16. prosince 2020                                   | 15. prosince 2022                                   |
| Ivan Tesař                 | 29. listopadu 2023 | ve funkci          | Senát               | místopředseda                        | 19. června 2024                                     | ve funkci                                           |
| Jan Trefulka               | 1. února 1992      | 31. ledna 1997     | Česká národní rada  |                                      |                                                     |                                                     |
| František Trnka            | 1. února 1992      | 31. ledna 1997     | Česká národní rada  |                                      |                                                     |                                                     |
| Milan Uhde                 | 19. března 2008    | 19. března 2014    | Poslanecká sněmovna | předseda                             | 11. srpna 2011                                      | 19. března 2014                                     |
| Petr Uhl                   | 28. května 2003    | 28. května 2009    | Poslanecká sněmovna |                                      |                                                     |                                                     |
| Daniel Váňa                | 30. května 2015    | 30. května 2021    | Poslanecká sněmovna | místopředseda                        | 24. června 2020                                     | 30. května 2021                                     |
| Lubomír Veselý             | 27. května 2020    | ve funkci          | Poslanecká sněmovna |                                      |                                                     |                                                     |
| Vlastimil Venclík          | 23. května 2018    | 26. března 2020    | Poslanecká sněmovna |                                      |                                                     |                                                     |
| Jiří Voráč                 | 28. května 2003    | 28. května 2009    | Poslanecká sněmovna |                                      |                                                     |                                                     |
| Petr Weiss                 | 27. února 1997     | 8. prosince 1999   | Poslanecká sněmovna |                                      |                                                     |                                                     |
| Lucie Weissová             | 25. května 2001    | 26. února 2003     | Poslanecká sněmovna | místopředsedkyně                     | 9. října 2002                                       | 26. února 2003                                      |
| Jiří Zajíc                 | 1. února 1992      | 31. ledna 1997     | Česká národní rada  | místopředseda                        | 23. září 1992                                       | 31. ledna 1997                                      |
| Jiří Zajíc                 | 27. února 1997     | 10. března 2000    | Poslanecká sněmovna | místopředseda                        | 2. února 2000                                       | 10. března 2000                                     |
| Jiří Závozda               | 30. června 2011    | 30. června 2017    | Poslanecká sněmovna | místopředseda                        | 18. června 2014                                     | 30. června 2017                                     |
| Jaromír Zemina             | 1. února 1992      | 31. ledna 1997     | Česká národní rada  |                                      |                                                     |                                                     |
| Pavel Žáček                | 25. května 2001    | 25. května 2003    | Poslanecká sněmovna |                                      |                                                     |                                                     |